# Бруклін Прінс
Бруклін Прінс (повне ім'я — Бруклін Кімберлі Прінс, англ. Brooklynn Kimberly Prince; нар. 4 травня 2010, Вінтер-Спрінгс, Флорида, США) — американська акторка і режисерка, яка отримала міжнародну популярність після головної дитячої ролі у фільмі «Проєкт „Флорида“» (2017). У ньому Бруклін Прінс грає надану самій собі і не по роках розвинену 6-річну дівчинку, мама якої насилу намагається звести кінці з кінцями. Закріпила популярність юної акторки роль Гільди Ліско у детективному серіалі Apple TV+ «Додому до темряви» (2020—2021). В основу сценарію серіалу лягли белетрізовані факти біографії дев'ятирічної американської журналістки Гільди Лішак. Бруклін Прінс — володарка та номінантка великої кількості нагород міжнародних і національних кінофестивалів і професійних спільнот кінокритиків.
Виконання Бруклін Прінс головної ролі у фільмі «Проєкт „Флорида“» привернув увагу фахівців з різних наукових дисциплін. Цю тему у своїх монографіях торкнулися психіатр і психоаналітик, професор Римського університету ла Сап'єнца Вітторіо Лінджарді, теолог, культуролог, професор Міського університету Нью-Йорка Джозеф Б. Ентін, фахівці в галузі сімейної медицини та комунікації, співробітники Групи комунікації й охорони здоров'я SoMaMFyC Альберто Лопес Гарсіа-Франко та Конча Альварес Герреро, доктор філософії Джоел Мейвард і кінокритик Джон Дж. Мерфі.
На початку 2020-х років юна акторка розширила коло своїх творчих інтересів. У серпні 2020 року на Кінофестивалі у Флориді показали короткометражний фільм «Кольори», знятий дев'ятирічною режисеркою Бруклін Прінс. Вона також виконала в ньому головну роль. Фільм був присвячений відповідальності людини за долі оточуючих під час пандемії COVID-19. 2023 року засоби масової інформації повідомили, що Прінс готує до публікації комікс «Око невдачі» (англ. «Misfortune's Eye»), створений у співавторстві з художницею Аліз Фернандез. «Око невдачі» вийшло у видавництві коміксів та графічних романів Sumerian Comics. Головна героїня потрапляє в таємне місто, де дізнається про минуле своєї матері та власний дар пророкувати смерть, а також про небезпеку, що насувається на це місто та її власну родину. Ідея створити комікс з'явилася у Бруклін Прінс після відвідування міста Кассадага знаного в США центру екстрасенсів та медіумів.

## Біографія та кар'єра як акторки

### Дитинство та початок кар'єри. Фільм «Проєкт „Флорида“»
Народилася 5 жовтня 2010 року в місті Вінтер-Спрінгс у штаті Флорида, США. Кар'єра почала як модель для реклами в засобах масової інформації і на телебаченні у віці всього двох років. Зокрема, вона знімалася для журналу про виховання «Parenting», американської мережі сімейних ресторанів та розважальних центрів Chuck E. Cheese's, туристичного агентства «Visit Florida». Мати дівчинки — Кортні Прінс, викладачка акторської майстерності, батько — Джастін Прінс — вчений-еколог. Ініціатива долучити дівчинку до сценічних мистецтв виходила саме від батька, а також її бабусі Мімі, мати зустрічала їхні пропозиції критичним «Подивимось, подивимось».

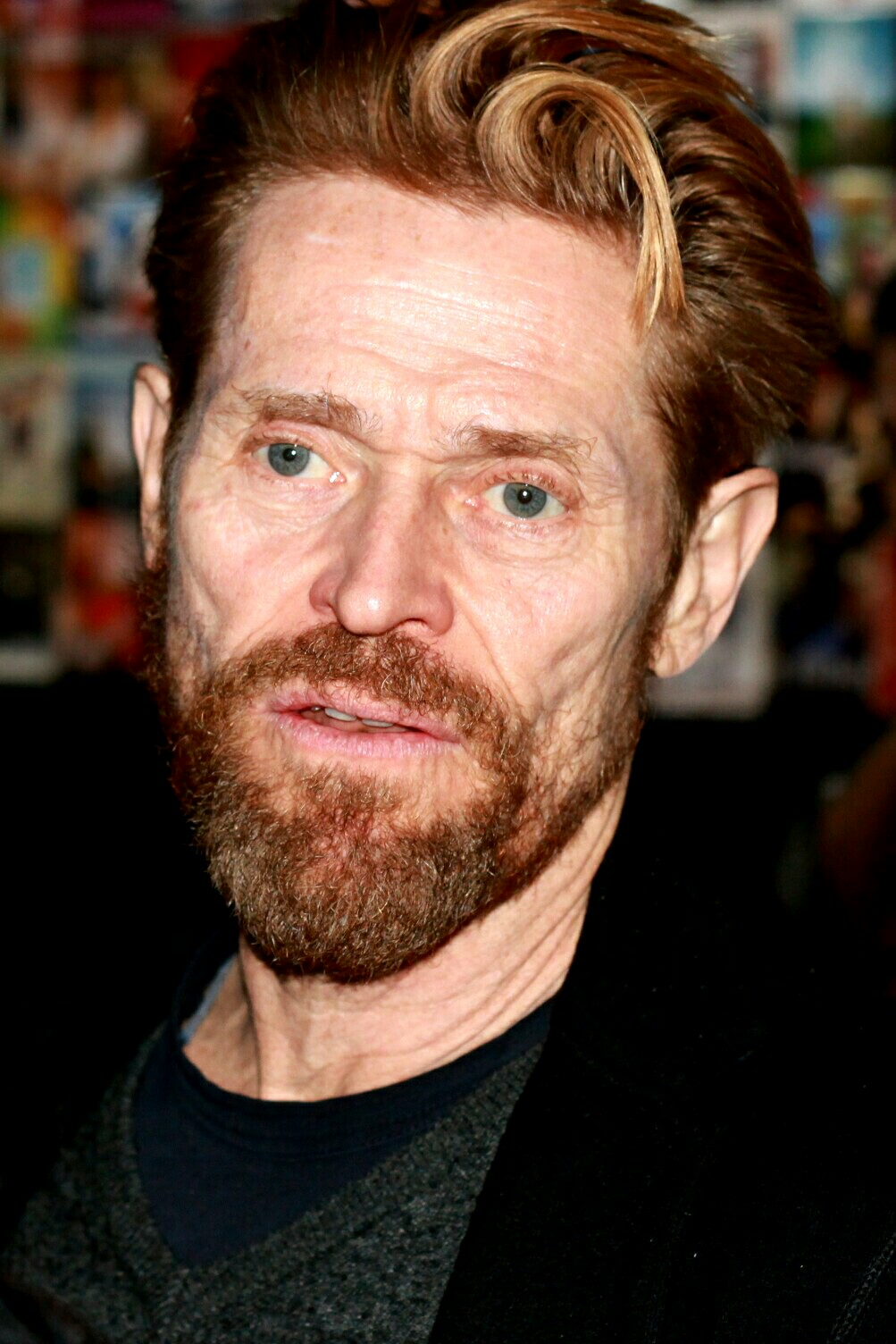
Віллем Дефо на Фестивалі у Лісабоні у 2017

2017 року знялася у фільмі «Проєкт „Флорида“», представленому і відзначеному численними нагородами на національних і міжнародних кінофестивалях. Фільм привернув увагу кінокритиків і масового глядача. Режисер стрічки Шон Бейкер розповідав, що ім'я Бруклін знаходилося в базі даних місцевої кастингової компанії «CROWDshot». Американський кінокритик Джон Дж. Мерфі стверджував у книзі «Проєкт „Флорида“», що одного разу пізно ввечері відповідальна за кастинг до фільму Патті Вайлі сиділа за комп'ютером, переглядаючи фотографії дітей на роль Муні. Ледве побачивши фото Прінс, Вайлі зрозуміла, що дівчинка повністю відповідає настановам режисера: «це було схоже на диво». Вона негайно написала Бейкеру про знахідку. Вайлі та Бейкер зв'язалися з матір'ю Прінс. Кортні Прінс привела шестирічну Бруклін на прослуховування, яке проходило в готелі «Magnuson» в Кіссіммі. За версією самого Бейкера, викладеної журналу «W», розглядаючи фотографії дівчинки, творці фільму дійшли висновку, що вона ідеально підходить для ролі у фільмі і запросили її на прослуховування. За кілька секунд після появи Бруклін Прінс в студії Бейкер зрозумів, що мав рацію, і дівчинка обов'язково повинна зіграти у фільмі, проте ще не був упевнений на 100 %, чи буде вона грати саме Муні. Бруклін була однією з чотирьох дітей-акторів, яких обрали з бази молодих талантів агентства CROWDshot для прослуховування на роль Муні. В процесі очікування Прінс познайомилася з майбутнім виконавцем ролі Скуті Крістофером Ріверою і Валерією Котто, яка згодом виконала роль Дженсі. Троє дітей одразу зблизилися. За словами Вілі, «коли ці діти зібралися разом, це було чарівно». Рівера, наприклад, почав відтискатися, а Прінс відповіла на це присіданнями. Це розсмішило знімальну групу.

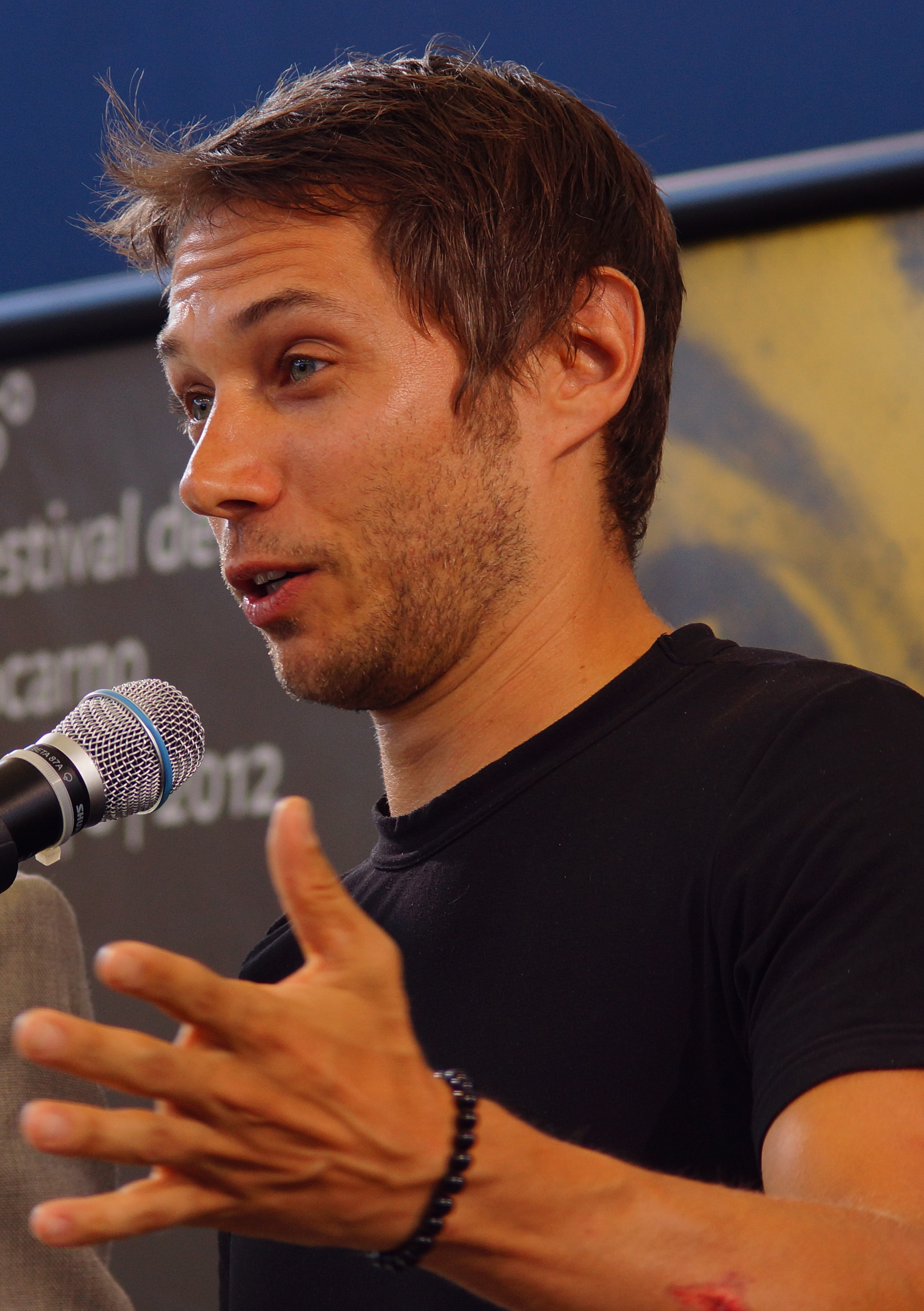
Шон Бейкер у 2012 році на Фестивалі у Локарно

У фільмі Прінс грає Муні, надану самій собі і не по роках розвинену 6-річну дівчинку, мама якої намагається звести кінці з кінцями. Про свою героїню юна акторка розповідала: «Мій персонаж — Муні. Їй подобається морозиво і кленовий сироп, а крім їжі любить пустувати та плювати в машини, а ще їй просто подобається тусуватися з мамою». З двома своїми друзями Муні бере участь у серії пустотливих пригод, підкоряючи серця всіх, кого зустрічають на своєму шляху, зокрема незграбного менеджера мотелю, у виконанні Віллема Дефо. Серед найяскравіших вражень від знімання юна акторка називала спілкування з режисером Шоном Бейкером — він був із дівчинкою «милим, терплячим і завжди був поруч… якщо ми [діти-актори] не знали жодної репліки», а також Віллема Дефо. Коли шанувальниця «Людини-павука» та Кіновсесвіту Marvel Прінс дізналася, що її партнером по фільму стане саме він, то почала бігати, як божевільна, по дому і кричати: «Я зустрінуся з Віллемом Дефо!». Під час знімання вона зблизилася з улюбленим актором і розповідала, що грала з ним у боротьбу на пальцях і рахунок був нічийним, оскільки дуже добре навчила Дефо грати у цю гру.

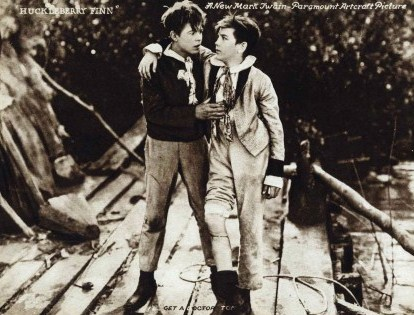
Шалені Том Соєр і Гекльберрі Фінн в американському фільмі 1920 року

Режисер фільму Шон Бейкер заявив, що Бруклін Прінс зіграла в «Проєкті „Флорида“» роль аналогічну ролі маленького Спанкі Макфарланда у власній інтерпретації двох більш ранніх американських блокбастерів — серіалу 1922—1944 років «Наша банда» та фільму 1994 року «Маленькі негідники». Бейкер зазначав, що Бруклін легко запам'ятовувала текст, потрібний для ролі, але іноді сам просив дівчинку просто імпровізувати, з чим Прінс легко справлялася. У зв'язку з цим Бейкер назвав юну виконавицю природженою акторкою. Кінокритик британського таблоїда «Дейлі мейл» майже через 7 років після виходу фільму писав, що Бруклін Прінс, зігравши Муні в «Проєкті „Флорида“», у першому ж своєму кінообразі «підкорила серця любителів кіно». За його словами, вона додала персонажу особисту мужність і харизму, зігравши на рівних з таким досвідченим партнером, як Віллем Дефо, і заслуживши визнання художніх критиків.
Новинний розважальний портал Mashable назвав гру Прінс «одкровенням», заявивши, що «у її грі немає жодної штучної нотки, тільки чиста чарівність». Оглядач впливового журналу «Есквайр» Олівія Овенден жалкувала, що шестирічна Бруклін Прінс не була висунута на премію Американської академії кінематографічних мистецтв і наук «Оскар» у за найкращу жіночу роль. Американський художній критик Ентоні Олівер Скотт писав у газеті «Нью-Йорк таймс»: «Муні у виконанні пані Прінс заслужила місце в каноні американського бешкетування поряд з такими персонажами, як Елоїза і Том Соєр».
У 2017—2018 роках знялася у низці інших фільмів. У «Ловцях монстрів» (2018) її партнеркою стала відома американська актриса Міша Бартон. Сюжет стрічки — група дітей, які уявляють себе командою мисливців на вигаданих чудовиськ, що заважають малюкам заснути, якось стикається зі справжнім монстром. У 2018—2019 роках Бруклін Прінс озвучила персонажів повнометражних мультиплікаційних фільмів «Lego Фільм 2» та «Angry Birds у кіно 2».

### Знімання серіалу «Додому до темряви»

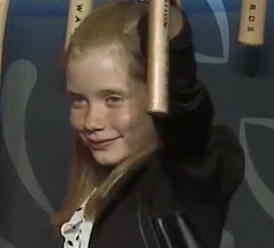
Гільда Лішак у 2016 році

2020 року зіграла головну роль у сімейному детективному серіалі Apple TV+ «Додому до темряви». В основу сценарію лягли белетризовані факти біографії дев'ятирічної американської журналістки Гільди Лішак. Газета «Таймс» організувала в умовах пандемії COVID-19 відеоконференцію, під час якої Лішак взяла онлайн-інтерв'ю у Прінс. Прінс розповіла, що, отримавши сценарій фільму, закохалася в нього із самого початку. Вона створила у своїй свідомості образ головної героїні, орієнтуючись на Гільду, але додавши до нього деякі власні риси. Одна із творців серіалу — сценарист Дана Фокс в інтерв'ю стверджувала: Бруклін Прінс — людина, яка «глибоко відчуває, коли вона… вживається в роль і вимовляє текст… ви не спостерігаєте, як вона грає почуття. Ви бачите, як вона відчуває. Вона відчуває це почуття, і це незвичайно спостерігати». Сценаристка Дара Резник розповідала «Голлівуд-репортер» про потужну гру Бруклін Прінс, про «неймовірність» її особистості та таланту.

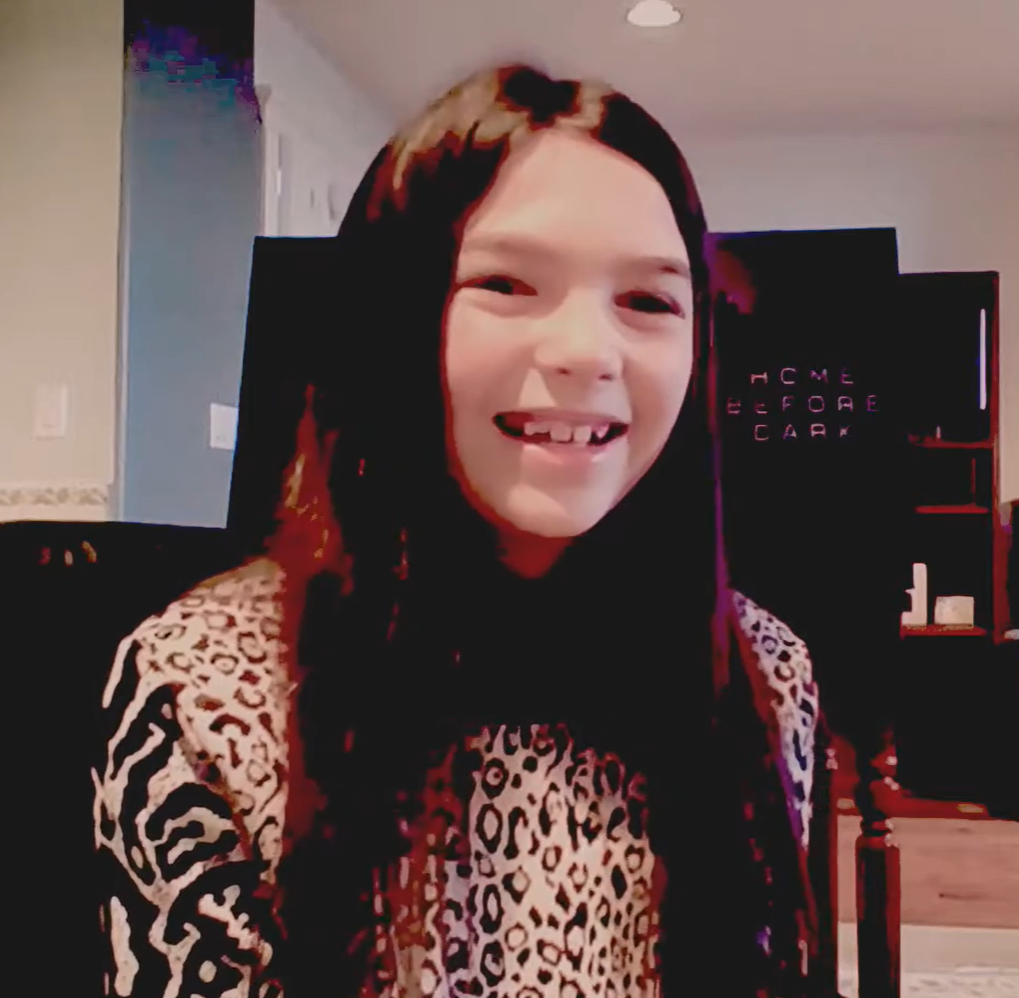
Бруклін Прінс у 2020 році

Художній критик газети «Ґардіан» Люсі Менген досить низько оцінила переваги першого сезону серіалу, рятує ж глядача від втоми, на її думку, попри окремі невдалі сцени за її участю, гра Бруклін Прінс. «Вона просто дивовижна, — писала Менген, — Прінс підіймається над задумом, сценарієм, усім [іншим]». Підзаголовок до статті говорив: «Попри дивовижну гру Бруклін Прінс, Apple, мабуть, жартує з цією драмою, заснованої на реальних подіях, про передчасну маленьку літературну поденницю». На підтвердження цього газета виставила серіалу лише дві з п'яти зірок.
У розпал знімання другого сезону серіалу 2021 року оголосили двотижневий локдаун у зв'язку з пандемією COVID-19, який згодом неодноразово продовжували. Кінокритик «Голлівуд-репортер» відвідав у цей час виконавицю головної ролі Бруклін Прінс, яка знаходилася зі своїми батьками і нянею у Ванкувері. Він зазначив, що «для різноманітності» дівчинка «стала звичайною дитиною», граючи з Барбі, Slip 'N Slide, у футбол і їла Lucky Charms. Набагато більше часу, ніж зазвичай, почала проводити з сім'єю. На прохання кінокритика дати корисну пораду на час локдауну читачам десятирічна Прінс з дитячою безпосередністю сказала цілих два: «Не використовувати занадто багато туалетного паперу, тому що всі какають» (англ. «To not use too much toilet paper because everybody poops») і «Знаходити хороше в поганому». Розповідаючи про знімання другого сезону, Дана Фокс наголошувала на ролі, яку зіграли в них батьки виконавиці головної ролі. За її словами, мати дівчинки фактично стала наставником акторської майстерності для всіх юних артистів, зайнятих у фільмі. Високо оцінила Фокс роботу самої Бруклін Прінс — вона «неймовірно чуйна людина і дуже глибоко вживається в роль».
Кінокритики відзначали, що Прінс додає у фільм «серйозність, не характерну для її юного віку». Кінокритик Джеймс Лі писав про чарівність Бруклін Прінс у ролі головної героїні. Зокрема, «мила сцена з сімейною вечерею для діда Гільди» здалася йому особливо зворушливою і навіть змусила його розплакатися.
В інтерв'ю новинному сайту BroadwayWorld виконавець ролі дідуся Гільди, який за сценарієм страждає на хворобу Альцгеймера, Рід Барні порівнював «Додому до темряви» з книгами та фільмами про Ненсі Дрю. Він зазначив, що, якби не тонкість розуміння своєї героїні Бруклін Прінс та реалізм її гри в серіалі, фільм ризикував би перетворитися на чергове шоу від Nickelodeon.

### Артистична кар'єра у першій половині 2020-х років

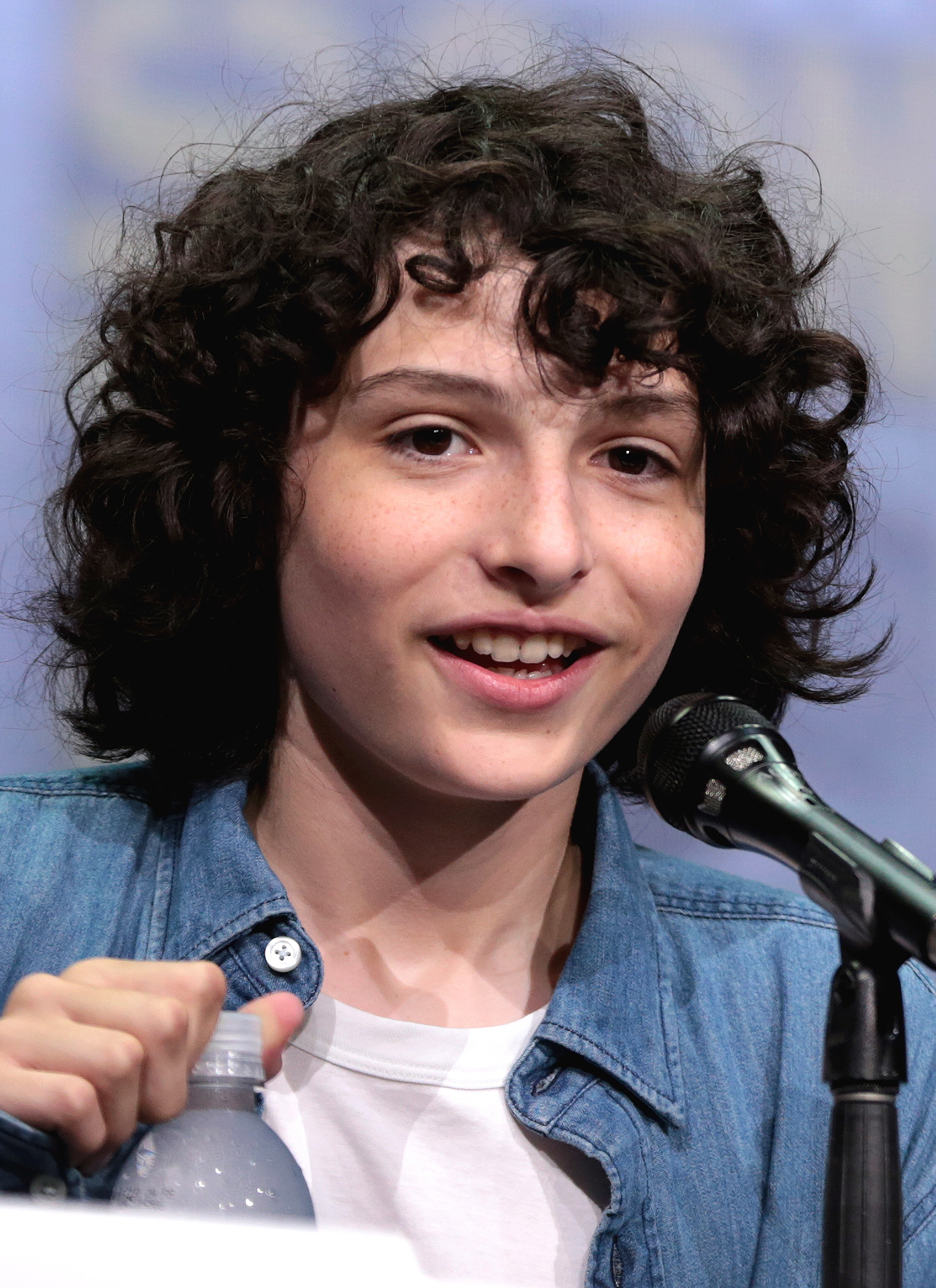
Фінн Вулфгард — партнер Бруклін Прінс фільму «Няня»

2020 року Бруклін Прінс знялася в одній з двох головних дитячих ролей в американському фільмі жахів Няня, поставленому за мотивами повісті Генрі Джеймса «Поворот гвинта». Кінокритик британської газети «Ґардіан» назвала виконавців дитячих ролей головним активом фільму, обидва вони, на її думку, існують у невизначеному просторі між невинністю і злом. Бруклін Прінс грає роль не за роками розвиненої дівчинки Флори, яка метається між пустотою і злістю, а юний канадський актор Фінн Вулфгард у ролі її старшого брата Майлза випромінює чарівність і «безтурботну жорстокість». Сам фільм кінокритик оцінила двома зірками із п'яти. Відзначив Прінс у ролі Флори й оглядач журналу «Голлівуд-репортер» — американський кінокритик Френк Шек. На його думку, вона продемонструвала в цьому фільмі ту ж переконливість, що й у стрічці «Проєкті „Флорида“», що приніс їй впізнаваність. Оглядач зазначив, що в подібному фільмі вміння акторки викликати переляк трохи важливіше за правильні риси обличчя. Оцінка Френком Шеком самого фільму також була низькою: «На жаль, більша частина того, що відбувається, радше смішна, ніж страшна».
Цього ж року Бруклін Прінс озвучила у фільмі, створеному для американського сервісу потокового мовлення Disney+, «Айван, єдиний і неповторний» слоненя Рубі. В анімаційному фільмі розповідається про горилу Айвана, яка живе разом зі слоном Стеллою (озвучує Анджеліна Джолі) та бездомним собакою Бобом у клітці в торговому центрі «З'їзд 8, „Шатер“: цирк, магазини й ігрові автомати». Вона не пам'ятає свого життя до появи в торговому центрі, але починає відкривати його заново і виношує план втечі з ув'язнення.

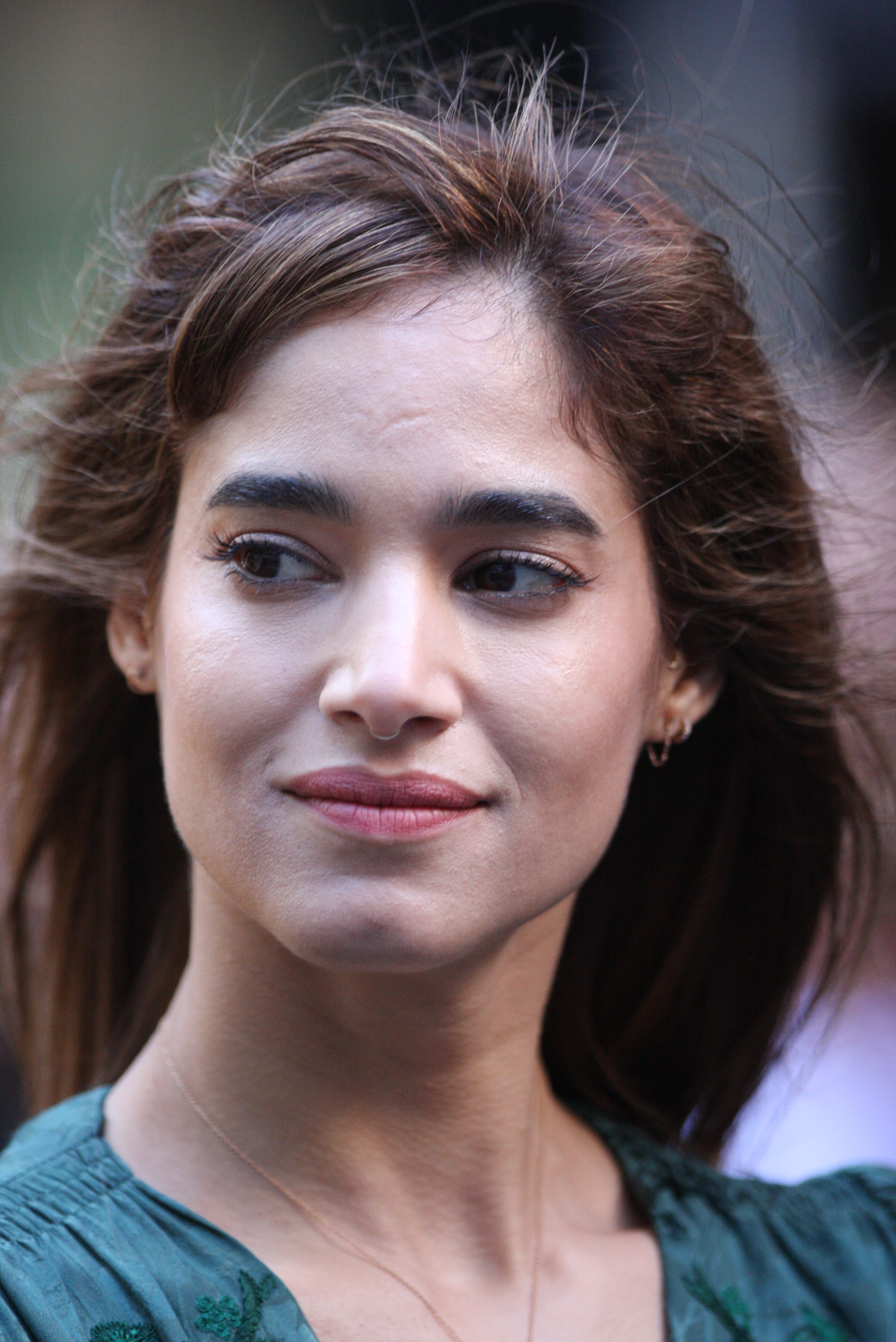
Софія Бутелла — виконавиця ролі матері героїні Бруклін Прінс у фільмі «Поселенці»

2021 року на екрани кінотеатрів вийшов науково-фантастичний трилер «Поселенці», в якому Прінс зіграла роль Ремі — доньки головної героїні у дитинстві. Дія «Поселенців» відбувається у віддаленій садибі на Марсі, де сім'я біженців із Землі відчайдушно бореться за існування. З'являються незнайомці, які намагаються вигнати їх з садиби, і дев'ятирічна дівчинка (її грає Бруклін Прінс) стикається з жорстокою реальністю, яку мати та батько довгий час намагалися приховати від неї. Виконавиця ролі матері Ремі Софія Бутелла заявила в інтерв'ю журналу «Entertainment Weekly», що відчувала особливий зв'язок з персонажем Прінс і не могла не проводити порівняння з власним дитинством. Про наймолодшу акторку Бутелла сказала: «Кожен день на знімальному майданчику з нею був неймовірним… Вона дуже інтуїтивна й емоційна. Вона ще дитина, але я легко могла б вести з нею дорослі розмови, які дуже ціную».
2023 року з'явилась у комедійному жахастику «Ведмідь під кайфом». Діти-актори (партнером дівчинки виступив юний Крістіан Конвері) зіграли двох друзів — Ді Ді та Генрі. В одній зі сцен вони прогулюють школу і проводять день у національному парку в штаті Джорджія. Вони натикаються на пакет кокаїну та пробують його на смак. Індійський сайт Business Insider провів розслідування, який порошок використовували у фільмі. «Здебільшого це був цукор, але ми додали трохи солі, бо хотіли, щоб реакція дітей була максимально життєвою, і я відчувала, що, якщо ми годуватимемо дітей лише цукром, навряд чи вони вважатимуть, що це не смакує», — повідомила режисер Елізабет Бенкс. Стурбована інтересом вебсайту саме цією темою Бенкс заявила: «У цьому фільмі ми не прославляємо наркотики. Діти [Прінс і Конвері] це зрозуміли. Їх [наркотики] не цікавили. І їхні батьки постійно були поруч. За ними [дітьми] добре стежили».
Цього ж року вийшов фільм «Дочка болотного короля», знімання якого розпочалися ще влітку 2021 року. Прінс зіграла у ньому невелику роль головної героїні Гелен у дитинстві. Журнал «Вараєті», розповідаючи про знімання, що ще тільки почалися, поставив Прінс на перше місце в списку найвідоміших артистів, зайнятих у фільмі. Тільки після неї йшли у цьому списку імена Гіла Бірмінгема та Карен Пісторіус.

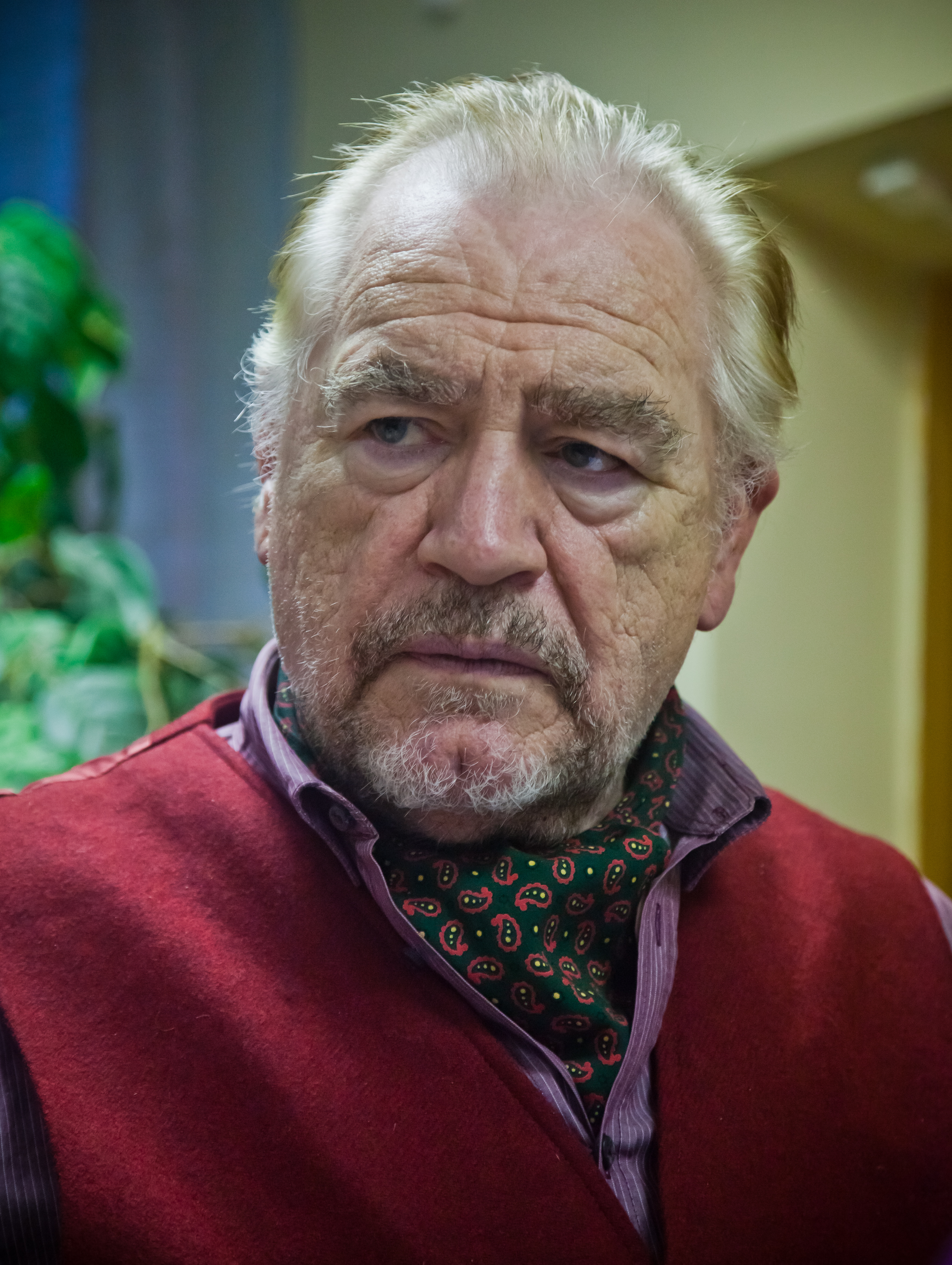
Браян Кокс у 2016 році

2024 року на онлайн-екрани вийшла підліткова драма «Маленьке крило», в якій Прінс зіграла головну роль. Її героїня важко переживає розлучення батьків і труднощі матері з виплати іпотеки, тому наважується на злочин. Зі своїм другом Адамом вона пробирається додому до ветерана в'єтнамської війни і краде у нього голуба, натренованого на спортивні перегони. Підлітки продають його російської мафії. Британський таблоїд «Ґардіан» писав, що голуб — найкраще, що є у фільмі. Героїня Прінс виглядає більшою мірою «самовдоволеним, егоцентричним підлітковим кошмаром» (англ. «self-righteous, self-absorbed teenage nightmare»), ніж дівчинкою, серйозно стурбованою проблемами матері. Обидва підлітка-героя не викликають симпатії, як і їх безрозсудні авантюри. Автор статті на сайті Film.ru, однак, підкреслював, що фільм оснований на реальних подіях, які 2006 року виклала в газеті «Нью-Йоркер» журналістка та сценаристка Сюзен Орлеан. Фільм зняли для стрімінгу і вимагати високих художніх цінностей тому від «Маленького крила» не слід. Це «просте і легке кіно про прості істини з усіма нешкідливими штампами… [він] забувається… після закінчення кінцевих титрів, залишаючи… приємний післясмак». Дует Браяна Кокса (ветеран) і Бруклін Прінс в зображенні зворушливих стосунків літнього чоловіка і дівчинки-підлітка автор статті назвав безпрограшним.

## Досліди як режисерки й авторки коміксів
В одному з інтерв'ю 2017 року Бруклін Прінс заявила про свій інтерес до палеонтології та бажання зняти фільм як режисерка. Проєктом її мрії, за твердженням семирічної дівчинки, став би фільм з улюбленими акторками Ель і Дакотою Феннінг, Еммою Вотсон і Дейзі Рідлі. Їхні імена на той час красувалися на зшитій на замовлення футболці Бруклін. «Це буде анімаційний фільм, щоб я могла просто тусуватися з усіма цими знаменитостями… Для себе я планую в ньому головну роль», — пояснила Прінс свою мрію.
У серпні 2020 року на Кінофестивалі у Флориді показали короткометражний фільм «Кольори», знятий дев'ятирічною Бруклін Прінс як режисеркою за рік до цього в своєму рідному місті Вінтер Спрінгс. Короткометражка, виконавчим продюсером якої став Шон Бейкер, розповідає про дівчинку Наталі (її роль зіграла сама Прінс), яка хоче підтримати свою найкращу подругу Сару (її зіграла Флер Ліллі Делаганті) під час хвороби, але відчуває страх перед коронавірусом. В умовах пандемії на фестивалі передбачався показ фільму в кінотеатрі й онлайн. «Це було так чудово. Я так рада, що всі члени знімальної групи серйозно ставляться до мене як до режисера, а Шон був поруч, щоб допомагати мені і направляти мене… вони [знімальна група] були відкриті для будь-яких ідей», — розповідала дівчинка про знімальний процес. Через пандемію коронавірусу сама Прінс не змогла бути присутньою на прем'єрі власної стрічки. Звертаючись до його глядачів, вона написала: «Це майже як моя маленька дитина, тому я хочу, щоб він сподобався всім». 2020 року Прінс мала великі плани працювати над продовженням «Кольорів». Вона розраховувала зняти цілу антологію, кожен епізод якого мав бути присвячений окремим людським стосункам і названий на честь кольорів веселки. Фільм короткий опис сюжету з'явився в «Оксфордському довіднику дитячого кіно», виданому 2022 року.
Під час знімання короткометражки Прінс заявила: «Моя мрія стати режисером започаткувалася з „Проєкту Флорида“». Мені подобалося спостерігати за роботою Шона [Бейкера], і мене надихали його терпіння, далекоглядність і креативність. З того часу моєю мрією було стати одним із наймолодших режисерів усіх часів". В інтерв'ю журналу «W» і газеті «Ґардіан» дівчинка згадала про ще більш раннє звернення до режисури (тоді аматорського фільму): за допомогою програми на iPad iMovie вона зняла в Нью-Йорку і змонтувала фільм про своїх батьків. Це був подарунок на річницю їхнього весілля.

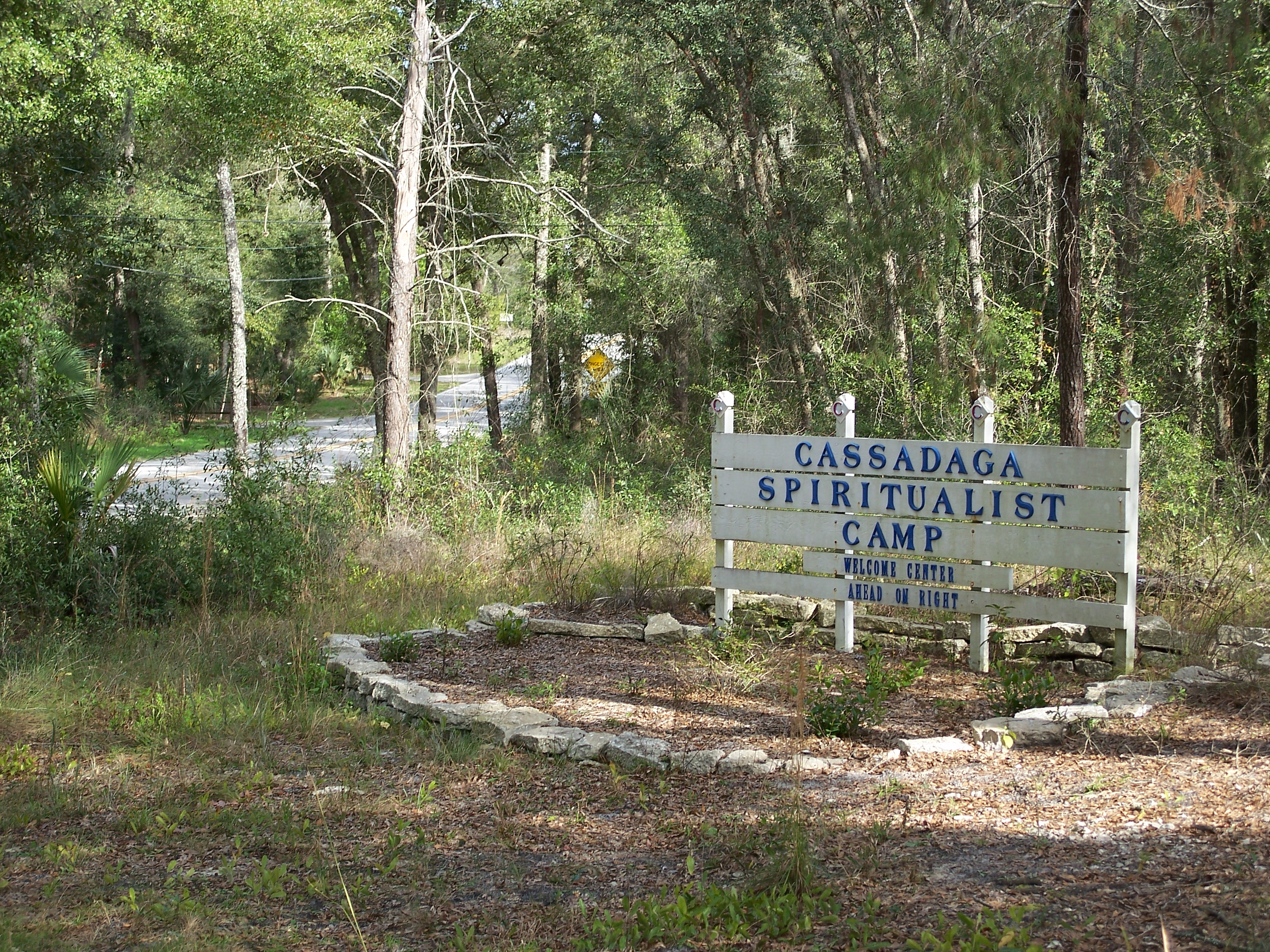
Спіритичний табір у Кассадазі, 2007

2023 року ЗМІ повідомили, що Прінс готує до публікації комікс «Око невдач» (англ. «Misfortune's Eye»). Вона його створила у співавторстві із художницею Аліз Фернандез. «Око невдач» вийшло у видавництві коміксів та графічних романів Sumerian Comics. Головна героїня Вівіан Найтінгейл прокидається у свій 15-й день народження і виявляє, що може бачити людські аури. Вирушивши в подорож, щоб дізнатися, що чекає на неї в майбутньому, дівчина потрапляє в таємне місто, де дізнається про минуле матері і свій дар передбачати смерть, а також про небезпеку, що насувається на місто і її власну сім'ю.
Ідея створити комікс з'явилася у Бруклін Прінс після відвідування міста Кассадага, знаного в США центру екстрасенсів і медіумів. «Вівіан дуже схожа на мене — своєю зовнішністю та характером. Я завжди захоплювався духовною стороною життя. Я люблю все паранормальне», — стверджувала авторка. Власну ауру дівчинка вважає фіолетовою, співвідносячи з нею творчість і гру. Вона стверджує, що готова віддавати своє серце людям, але вважає, що при цьому необхідно остерігатися: «Якщо ви віддаєте всю свою енергію не тій людині, а вона нічого не дає натомість, крім негативу та поганих вібрацій… це може вам серйозно нашкодити». В інтерв'ю журналу «Girls' Life» Прінс заявила, що на створення «Ока невдач» її надихнули «Бітлджус» й «Обіцяна Країна Мрій». Узагальнюючи різноманітність своєї творчості, Прінс сказала: «Дітям, підліткам і молодим людям необхідно почуватися побаченими та почутими. Коли вони знайдуть щось, що їх зацікавить — чи це фільм, телешоу, пісня, книга або комікс — це допоможе їм пережити все, через що вони проходять». До липня 2024 року вийшли три томи коміксу.

## Особистість акторки
У ранньому дитинстві стверджувала, що обожнює мультфільми та пау-вау. Своїм улюбленим мультфільмом назвала «Балерину» 2016 року. Крім неї дівчинка відзначила фентезі «Чаклунка», космічну сагу «Зоряні війни», серію пригодницьких фільмів про Гаррі Поттера, мультиплікаційні серіали «Том і Джеррі» та «Луні Тюнз», а також фільм про непереможну воїнку, принцесу амазонок «Диво-жінку».
Про себе розповідала, що в дитинстві не була сором'язливою. Її улюбленим словом було «Привіт!» Його вона говорила, коли прокидалася, входила до магазину, якого зустріли на вулиці незнайомі люди. Бруклін відзначала реакцію у відповідь оточення: «Ой, вона така мила!» Її найкращими друзями у процесі знімання «Проєкту „Флорида“» стали виконавці дитячих ролей у фільмі Валерія Котто та Крістофер Рівера. Свою пам'ять Бруклін порівнювала з ящиком, куди завантажується інформація, а потім він просто відкривається, і тоді мозок викидає її … з рота". Прінс вважала себе щасливою дівчинкою. Стверджувала, що ніколи не сердиться і не прагне завдати комусь шкоди. Водночас зазначала, що готова до самооборони, якщо їй загрожуватиме небезпека, наприклад, викрадення.
Режисер Шон Бейкер зазначав в одному з інтерв'ю, що Бруклін з ентузіазмом ставилася до сцен їди під час знімання фільму «Проєкт „Флорида“», додавши: «Вона любить поїсти. Я маю на увазі, що вона отримує справжнє задоволення від їжі!». Сама Прінс також підтверджувала, що розслабляється на знімальному майданчику, поїдаючи солодощі та медитуючи. Через тривалий час після завершення знімання «Проєкту „Флорида“» вона із захопленням розповідала: "Я їла вафлі. У мене був омлет… торт — почекай, ні… млинці, сендвіч на сніданок, цибульні кільця, гамбургер, бекон, кленовий сироп… ". Прінс порахувала, що з'їла близько 45 ріжків морозива під час знімання «Проєкту „Флорида“». «Сподіваюся, вам це сподобається, тому що я так старанно працювала над тим, щоб з'їсти це морозиво», — сказала дівчинка в інтерв'ю загальнонаціональній газеті «Ю-Ес-Ей тудей».
Наприкінці 2010-х років активно вела соціальні мережі: Твіттер, Facebook, а також Instagram, де у віці 7 років у неї було 91 000 підписників. Перші пости були присвячені її повсякденному життю, але поступово акцент змістився на професійну акторську тему. Батьки досить жорстко контролювали публікації на сторінках доньки, але були не проти її спілкування онлайн із друзями-акторами.

## Роль Муні у виконанні Бруклін Прінс у науковій та науково-популярній літературі

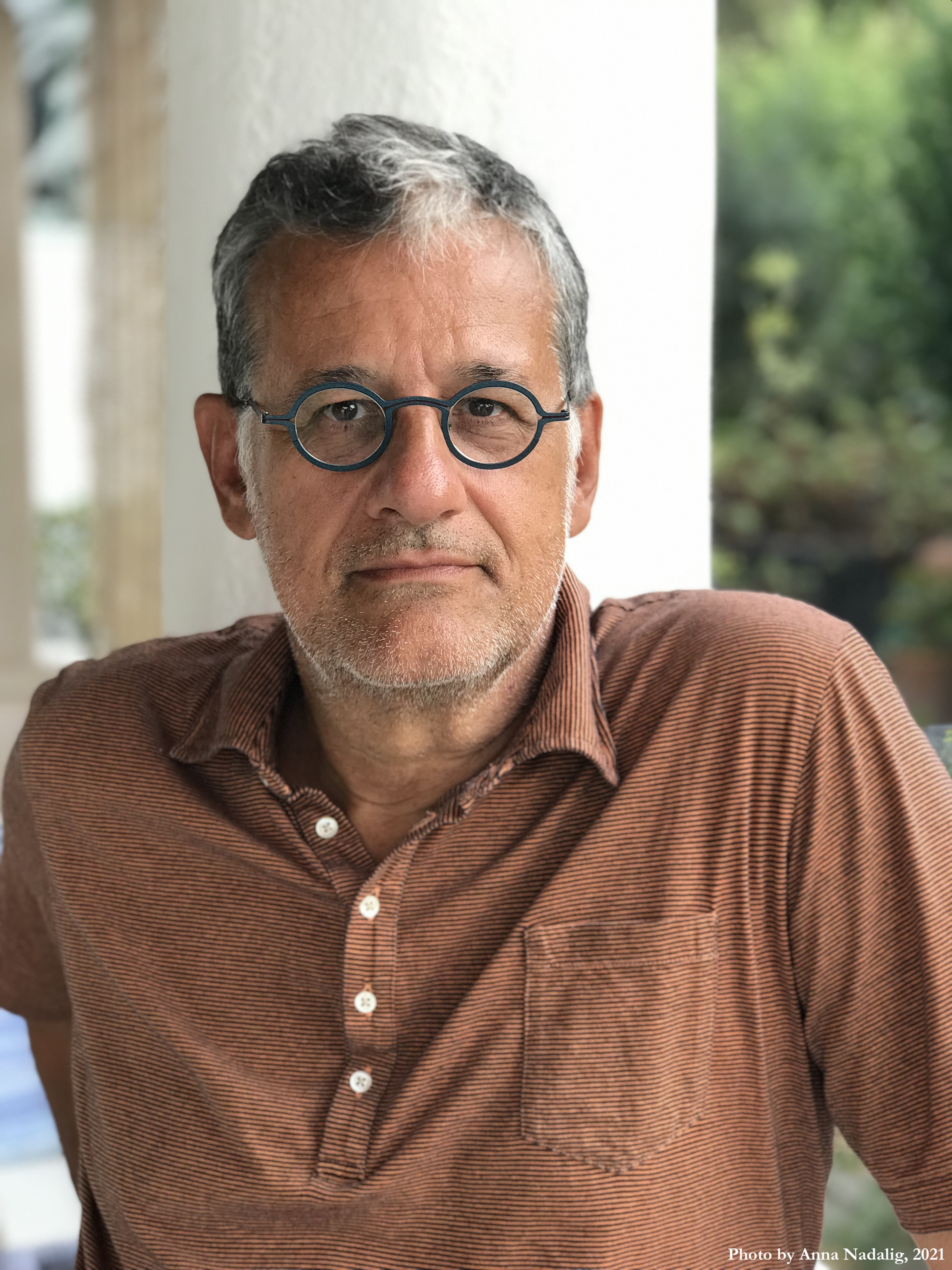
Вітторіо Лінджарді у 2021 році

Психіатр і психоаналітик, професор Римського університету ла Сап'єнца Вітторіо Лінджарді у книзі «У кіно з психоаналітиком» (2020), аналізуючи фільм «Проєкт „Флорида“», зазначив «народження зірки» — маленької акторки Бруклін Прінс. За словами автора, ця зірка «не блищить голлівудським блиском, а швидше вбирає яскравість дитячого подиву в темряві того сімейного дискомфорту, який перетворює багатьох дітей на дорослих вже в ранньому віці». Лінджарді писав, що, хоча у фільмі глядачі бачать красу дитячих ігор і пригод, але сам він розпізнає відповідно до навчання Зигмунда Фрейда насамперед «тінь втраченого об'єкта, а саме дитинства». Можливо, вона не втрачена, а вкрадена зневіреною матір'ю Муні. У збудженому стані героїв фільму, з погляду автора, сучасні психологи легко побачать ознаки синдрому дефіциту уваги та гіперактивності. Сам Лінджарді бачить у ньому «маніакальний захист» (італ. „difesa maniacale“) від депресії, яка їх оточує.
Американський кінокритик Джон Дж. Мерфі розповідає у книзі «Проєкт „Флорида“», що режисер фільму Шон Бейкер хотів взяти на роль подруги Муні Валерію Котто, але продюсери чинили на нього тиск, намагаючись знайти акторку на рік старше. Проте, оскільки на той час Бруклін Прінс вже отримала роль Муні, Бейкер наполягав на Котто, покликаючись на її емоційний контраст з Прінс. Він вважав його дуже важливим, оскільки дружба між дітьми на той час стала центральною частиною сюжету. Батьки Прінс висловлювали побоювання з приводу нецензурної лексики у сценарії, але Бейкер і сама Бруклін, яка мріяла зіграти у фільмі, переконали їх, що це лише ілюзія, яка не має спільного із реальним життям.
Вже на прослуховуванні дітям-акторам висунули вимогу не лише запам'ятовувати репліки сценарію, а й вміти імпровізувати, часто в комедійній формі. Розповідаючи про методи роботи режисера над фільмом, Мерфі писав, що в початковому сценарії були деякі діалоги, які не працювали, і Бейкер відчував, що вони витрачають багато плівки на безглузді спроби вжити їх. У розпачі він порадив Прінс і Котто просто поговорити між собою про повернення до школи, оскільки їм незабаром треба було це зробити в реальному житті. Діти почали розмовляти про перерви між уроками й ігри під час них. Бейкер використав цей епізод замість того, щоб догматично дотримуватись сценарію. Під час знімання «Проєкту „Флорида“» знімалася короткометражка про фільм, що отримала назву «Під веселкою». Вона була включена в бонусні версії фільму на DVD та Blu-ray. В одному з її епізодів Бейкер радить Прінс, Котто і Рівері, коли вони їдять морозиво в мережевому кафе Twistee Treat: «Діти, говоріть про що хочете. Це не обов'язково мають бути репліки [зі сценарію]».
На момент початку знімання Бейкер не мав досвіду роботи з дітьми-акторами, тому його початкові вказівки були надто туманними для них. Зрештою, режисер прийшов до необхідності спростити вказівки і просто сам показував те, що, на його думку, діти-актори мали робити в конкретній сцені. У процесі були розроблені акторські вправи для дітей у формі ігор. Наприклад, вони повинні були уявити себе певними тваринами, ґрунтуючись на їхніх назвах, навмання витягнутих з капелюха. Для епізоду, в якому Муні та Скуті провадять екскурсію для Дженсі мотелем, використовувалася інша ігрова ситуація. Діти мали спочатку створити «твори мистецтва», які потім були розміщені в імпровізованому «музеї». Після цього самі автори виступили екскурсоводами, пояснюючи кожне з них: хто його створив і чому.
Особливо відзначав Мерфі сцену спілкування Муні з агентами DCF, які забирають дівчинку у матері, щоб помістити в прийомну сім'ю. Бруклін Прінс, за задумом режисера, демонструє новий відтінок особистості маленької героїні. До цього моменту глядачі бачили переважно браваду Муні, яка імітує браваду її матері. Тут же акторка мала показати, що Муні нарешті розуміє: у її матері серйозні проблеми з владою, яка переслідує її за проституцію. Це викликає у дівчинки тривогу. У сцені немає діалогів. Пірс за допомогою міміки та жестів вдалося дати глядачам відчути емоції героїні.
Мерфі відзначав неабиякий професіоналізм Прінс, її вміння зосередитися на поставленій режисером задачі. Вона з Валерією Котто часто дуріли перед зніманнями того чи іншого епізоду, але, коли необхідно було зіграти сцену, в якій Муні треба було заплакати, Прінс раптово сказала подрузі: «Валерія, [тепер] не розмовляй зі мною, гаразд? Я намагаюся думати про сумне, щоб заплакати. Гаразд?». У цій сцені Бруклін вибухнула такими відчайдушними та нестримними риданнями, що наляканий режисер негайно припинив знімання, а його помічник взяв дівчинку на руки. Відразу після того, як Прінс встала на землю, вона зателефонувала матері і повідомила: «Містер Шон каже, що я найкраща акторка, яку він коли-небудь зустрічав», а помічник підказав їй закінчення фрази: «За все своє життя».
Сам Мерфі вважав Бруклін Прінс гідною номінацією на «Оскар» за виконання головної дитячої ролі у «Проєкт „Флорида“», але говорив, що розуміє рішення оргкомітету. Причин називав відразу кілька: 1) Бруклін Прінс була практично невідома Академії іншими ролями, що незалежно від того, наскільки сильна її гра в цьому фільмі, різко знизило шанси на номінацію, 2) журі була неприємна сама тема фільму, 3) він мав нетрадиційну структуру; 4) документальність знімання, що нагадувало соцреалізм.
Аналізуючи смислове повідомлення «Проєкту „Флорида“», Мерфі писав: одна з ідей фільму полягає в тому, що мотель слугує дітям Всесвітом, який паралельно знаходиться зовсім близько до Діснейленду. Попри на важкі умови життя, для них мотель — Королівство. Кінокритик виділяв фінальну сцену, в якій Муні та Дженсі біжать в Діснейленді повз відвідувачів парку розваг, прямуючи до замку Попелюшки, вважаючи її неоднозначною і тою, що стирає межу між суворою реальністю і фантазією.

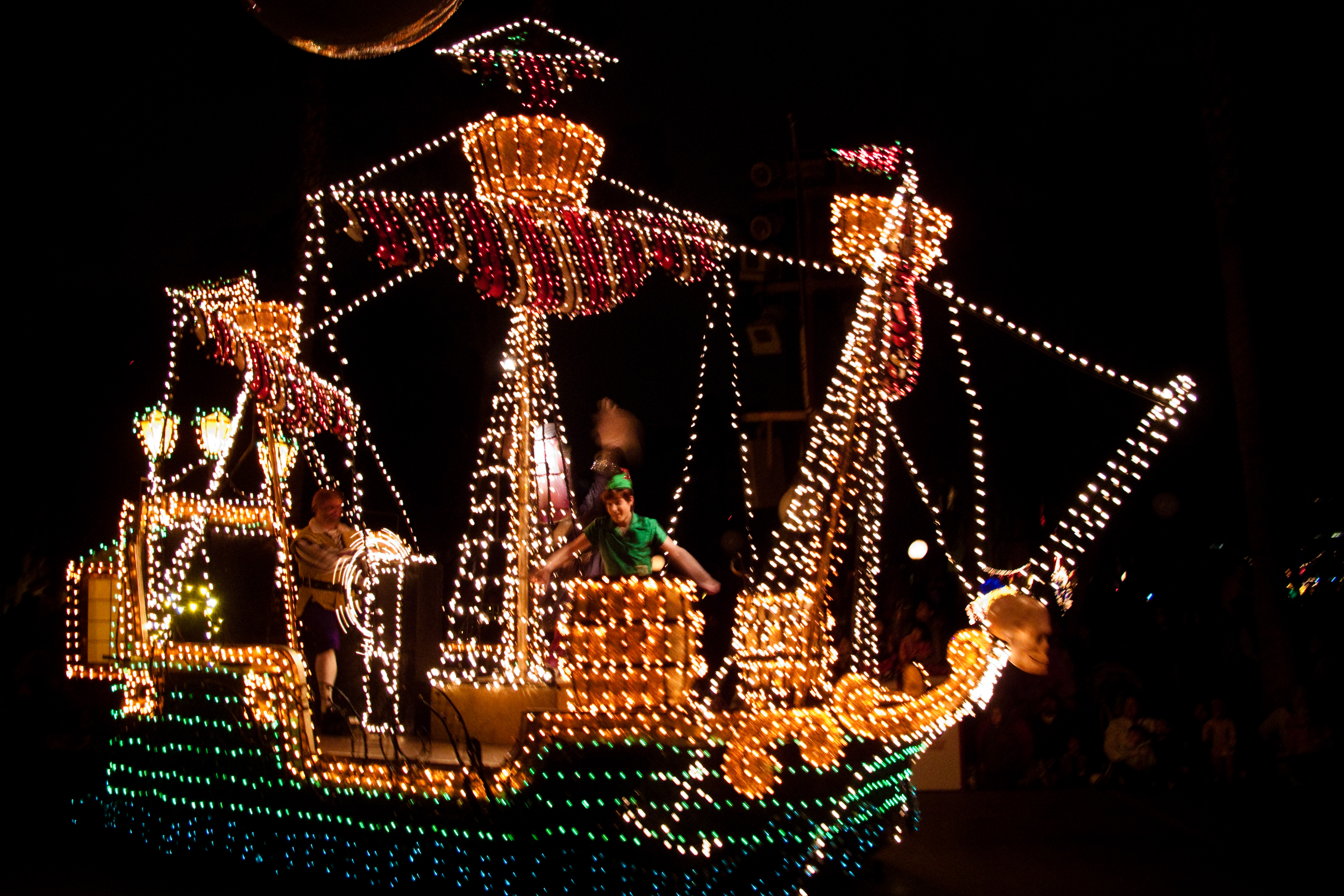
Театралізоване дійство в Діснейленді, присвячене Пітеру Пену у 2010 році

Фахівці в галузі сімейної медицини та комунікації, співробітники Групи комунікації та охорони здоров'я SoMaMFyC Альберто Лопес Гарсіа-Франко та Конча Альварес Герреро у книзі «Поділений на тебе. Екскурсія з медицини, філософії та життя за допомогою кіно» (2022) зазначали, що Бруклін Прінс демонструє чудову акторську майстерність, яка «залишає вас полоненими її радістю та бажанням жити». Мати Муні не приділяє уваги доньці, займаючись проституцією, щоб сплатити за житло. Останню сцену автори книги трактують як втечу двох «втрачених дівчаток, у яких дуже багато Пітера Пена і яким бракує батьків» у світ принцес та чарівних істот — у Небувалію з творів Джеймса Баррі.
Теолог і кінокритик, доктор філософії Джоел Мейвард у книзі «Кінематографічні притчі братів Дарденн: інтеграція теології, філософії та кіно» (2023) особливо аналізує сцени фільму «Проєкт „Флорида“» за участю дітей-акторів і на основі цього аналізу намагається розгадати сенс самого фільму. Фільм він називає зворушливою історією людей, що живуть у злиднях у тіні Діснейленду, представленої з погляду дитини. На думку дослідника, він змушує глядачів задуматися над проблемами системної бідності, наслідків американського капіталізму та суспільства споживання, відмови від моральної відповідальності за ближнього, від християнських принципів віри, надії та любові. «Захоплива та фантастична» сцена з Муні та Дженсі, які біжать до Діснейленду, навмисно знята режисером не на звичну 35 міліметрову плівку, а на iPhone. На думку автора монографії, це виводить її на рівень притчі, не залишаючи глядачеві самої можливості її «буквальної поверхневої інтерпретації».
Професор Міського університету Нью-Йорка Джозеф Б. Ентін у книзі «Жива праця. Художня література, кіно та нестандартна зайнятість» (2023) детально аналізує фільм «Проєкт „Флорида“» та роль Бруклін Прінс у ньому. На думку дослідника, шестирічна Муні у виконанні Бруклін Прінс мандрує «по капіталістичній пустці у тіні Чарівного Королівства». Її мандри нагадують Ентіну героїв пролетарських романістів 1930-х років, як-от американська письменниця й активний діяч феміністського руху Тіллі Олсен, яка розповідає в романі «Йоннондіо тридцятих років» (опублікований  1974 року, але написаний у 1930-х роках) про пригоди в роки, що передували настанню великої депресії, шестирічної дівчинки з бідної сім'ї, її спроби вижити і здобути щастя у період негараздів. Джозеф Б. Ентін відзначає невизначеність фіналу фільму: Муні, роль яку грає Бруклін Прінс, дізнавшись, що Департамент у справах дітей та сім'ї Флориди збирається розлучити її з матір'ю, вривається зі своєю найкращою подругою у ворота Діснейленду. Це знімали на портативний мобільний телефон, тому зображення стало хитким, відображаючи невизначеність самого цього моменту і майбутнього Муні.

## Фільмографія
| Рік       |    | Українська назва            | Оригінальна назва                 | Роль                       |
| --------- | -- | --------------------------- | --------------------------------- | -------------------------- |
| 2017      | ф  | Рободог: Аеропес            | Robo-Dog: Airborne                | Міра Перрі                 |
| 2017      | ф  | Проєкт «Флорида»            | The Florida Project               | Муні                       |
| 2017      | мс | Шоу Мокі                    | Mokey's Show                      | Тіні Мокі                  |
| 2018      | ф  | Ловці монстрів              | Monsters at Large                 | Софі                       |
| 2019      | мф | Lego Фільм 2                | The Lego Movie 2: The Second Part | Бʼянка (озвучення)         |
| 2019      | мф | Angry Birds у кіно 2        | Angry Birds Movie 2               | Зої (озвучення)            |
| 2019      | кф | Кольори                     | Colours                           | Наталі                     |
| 2020      | ф  | Няня                        | The Turning                       | Флора                      |
| 2020      | ф  | Айван, єдиний і неповторний | The One and Only Ivan             | Рубі                       |
| 2020—2021 | с  | Додому до темряви           | Home Before Dark                  | Гільда Ліско (20 епізодів) |
| 2021      | ф  | Поселенці                   | Settlers                          | Ремі в дитинстві           |
| 2023      | ф  | Ведмідь під кайфом          | Cocaine Bear                      | Ді Ді                      |
| 2023      | ф  | Дочка болотного короля      | The Marsh King's Daughter         | Гелен в дитинстві          |
| 2024      | ф  | Маленьке крило              | Little Wing                       | Кейтлін                    |

## Визнання
| Рік  | Фільм              | Нагорода                                          | Номінація                                                 | Результат |
| ---- | ------------------ | ------------------------------------------------- | --------------------------------------------------------- | --------- |
| 2017 | «Проєкт «Флорида»» | Асоціація кінокритиків Чикаго                     | Багатообіцяльний виконавець                               | Номінація |
| 2017 | «Проєкт «Флорида»» | Дублінське товариство кінокритиків                | Прорив. Артист року                                       | Номінація |
| 2017 | «Проєкт «Флорида»» | Незалежна кінопремія Gotham                       | Актор-відкриття                                           | Номінація |
| 2017 | «Проєкт «Флорида»» | Голлівудський творчий альянс                      | Найкраща роль актора чи акторки до 23 років               | Номінація |
| 2017 | «Проєкт «Флорида»» | Товариство онлайн-кінокритиків                    | Актор-відкриття                                           | Номінація |
| 2017 | «Проєкт «Флорида»» | Товариство кінокритиків Сан-Дієго                 | Актор-відкриття                                           | Номінація |
| 2017 | «Проєкт «Флорида»» | Товариство кінокритиків Сіетла                    | Найкраща підліткова роль                                  | Перемога  |
| 2017 | «Проєкт «Флорида»» | Асоціація кінокритиків Вашингтона, округ Колумбія | Найкраща підліткова роль                                  | Перемога  |
| 2017 | «Проєкт «Флорида»» | Товариство жінок-кінокритиків                     | Найкраща молода акторка                                   | Перемога  |
| 2018 | «Проєкт «Флорида»» | Альянс жінок-кіножурналісток                      | Найкраща перша роль                                       | Перемога  |
| 2018 | «Проєкт «Флорида»» | Премія Асоціації кінокритиків Остіна              | Премія пам'яті Боббі Маккарді за роль-відкриття           | Номінація |
| 2018 | «Проєкт «Флорида»» | Товариство незалежного кіно Глотрудіс             | Найкраща жіноча роль                                      | Номінація |
| 2018 | «Проєкт «Флорида»» | Кінопремія «Вибір критиків»                       | Найкращий молодий актор / акторка                         | Перемога  |
| 2018 | «Проєкт «Флорида»» | Премія Асоціації кінокритиків Джорджії            | Премія «Прорів»                                           | Номінація |
| 2018 | «Проєкт «Флорида»» | Gold Derby Film Awards                            | Найкращий виконавець-відкриття                            | Номінація |
| 2018 | «Проєкт «Флорида»» | Товариство кінокритиків Г'юстона                  | Найкраща жіноча роль                                      | Номінація |
| 2018 | «Проєкт «Флорида»» | Премія «Молодий артист»                           | Найкраща головна роль молодої акторки у художньому фільмі | Номінація |
| 2020 | За творчість       | Голлівудський творчий альянс                      | Наступне покоління Голівуду                               | Перемога  |